# Brasero
Brasero는 유닉스 계열 운영 체제용의 자유 오픈 소스 광 디스크 버닝 프로그램이다. cdrtools, cdrskin, growisofs, 그리고 (선택적으로) libburn에 대한 그래픽 프론트엔드 역할을 한다. GNU GPL로 허가되었다.